# ترانبیرگ

شهر و محله ترنبجرگ.

ترانبیرگ (دانمارکی: Tranebjerg) یک محله و یک شهر کوچک واقع در مرکز جزیره جنوبی در سامسو در دانمارک می‌باشد. ترنبجرگ بزرگترین شهر در سامسو با جمعیت ۸۳۶ نفر (۱ ژانویه ۲۰۱۴) است و همچنین مقری کوچک برای شهرداری سامسو.
پیشینه این جزیره و ساکنان این شهر حدود ۹٫۰۰۰ سال قبل از میلاد پیش بینی شده‌است.